# Trident (sonda espacial)
Trident es un concepto de misión espacial a los planetas exteriores del sistema solar propuesto en 2019 al Programa Discovery de la NASA.  El concepto incluye sobrevuelos de Júpiter y Neptuno con especial atención a Tritón, el satélite más grande de Neptuno.
En 2020, Trident fue seleccionado junto con otras tres propuestas del Programa Discovery para un estudio adicional, y se esperaba que dos de estas propuestas sean seleccionadas para volar como Discovery 15 y 16. El 2 de junio de 2021, la NASA seleccionó las misiones a Venus (DAVINCI y VERITAS) en lugar de Trident y el Ío Volcano Observer.

## Historia
Tritón es el satélite más grande de Neptuno. En 1989, la sonda espacial Voyager 2 pasó cerca de Tritón a una distancia de 40 000 km, y descubrió varios criovolcanes en su superficie. Tritón es geológicamente activo, su superficie es joven y tiene relativamente pocos cráteres de impacto. Tiene una atmósfera muy fina. La Voyager 2 sólo pudo observar aproximadamente el 40 % de la superficie de Tritón.
El concepto Trident fue propuesto en marzo de 2019 al Programa Discovery de la NASA. El concepto de la misión cuenta con el apoyo del Programa de Exploración de Mundos Oceánicos de la NASA y pretende ayudar a responder algunas de las preguntas generadas por el sobrevuelo de la Voyager 2 en 1989.

## Descripción general

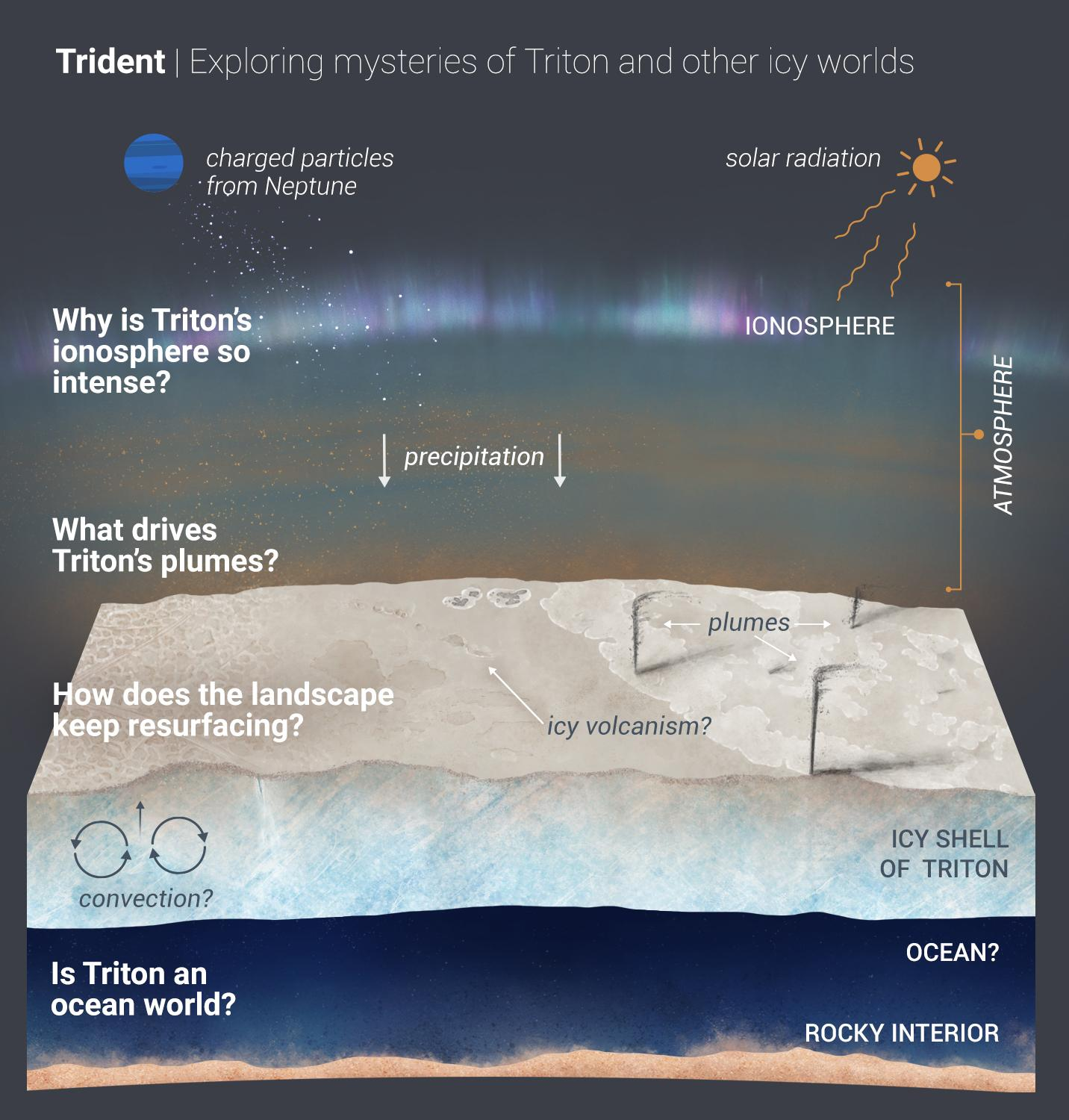
Preguntas sobre Tritónque intentará responder Trident.

Trident aprovecha una eficiente alineación asistida por la gravedad de Júpiter y Neptuno (que ocurre una vez cada trece años) para aprovechar una estrecha observación que permite evaluar las características de la superficie nuevamente desde el encuentro anterior de la Voyager 2 con Neptuno y Tritón en 1989.
Con los avances de las imágenes de alta resolución y una configuración orbital única de Tritón en 2038, Trident podría obtener un mapa casi completo de Tritón durante su único sobrevuelo. Trident lograría atravesar la fina atmósfera de Tritón a una altitud de 500 km de la superficie, muestrear su ionosfera con un espectrómetro de plasma y realizar mediciones de inducción magnética para evaluar la posible existencia de un océano interno. La investigadora principal es Louise Prockter, directora del Instituto Lunar y Planetario de Houston, Texas.
El cohete espacial propuesto para enviar a Trident al espacio es el Atlas V 401, en caso de que no sea sustituido por el Vulcan.
La fecha de lanzamiento, propuesta en octubre de 2025 (con una copia de seguridad en octubre de 2026), aprovecharía una alineación que sucede una vez cada trece años, cuando la Tierra está correctamente alineada con Júpiter. La nave espacial utilizaría la atracción gravitacional de Júpiter como una honda directa a Tritón para un encuentro prolongado de trece años en 2038.

## Instrumentos científicos
| Instrumento               | Funcionalidad                                                                               |
| ------------------------- | ------------------------------------------------------------------------------------------- |
| Espectrómetro infrarrojo  | 2–100 km, mapeo compositivo casi global a una longitud de onda de 1 a 5 µm.                 |
| Cámara de ángulo estrecho | Mapeo regional de la cara antineptuniana de Tritón.                                         |
| Cámara gran angular       | Imágenes subneptunianas y detección de cambios.                                             |
| Magnetómetro triaxial     | Detección del océano.                                                                       |
| Radiociencia              | Ocultaciones atmosféricas para perfiles neutros y electrónicos; observaciones gravimétricas |
| Espectrómetro de plasma   | Partículas cargadas atmosféricamente. Entradas energéticas a la ionosfera.                  |

## Trayectoria prevista

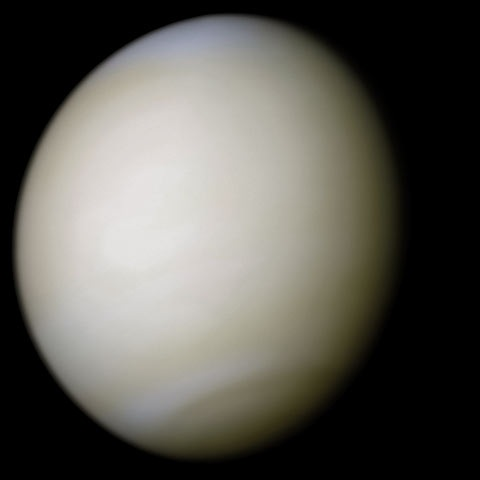
Venus (sobrevuelo)
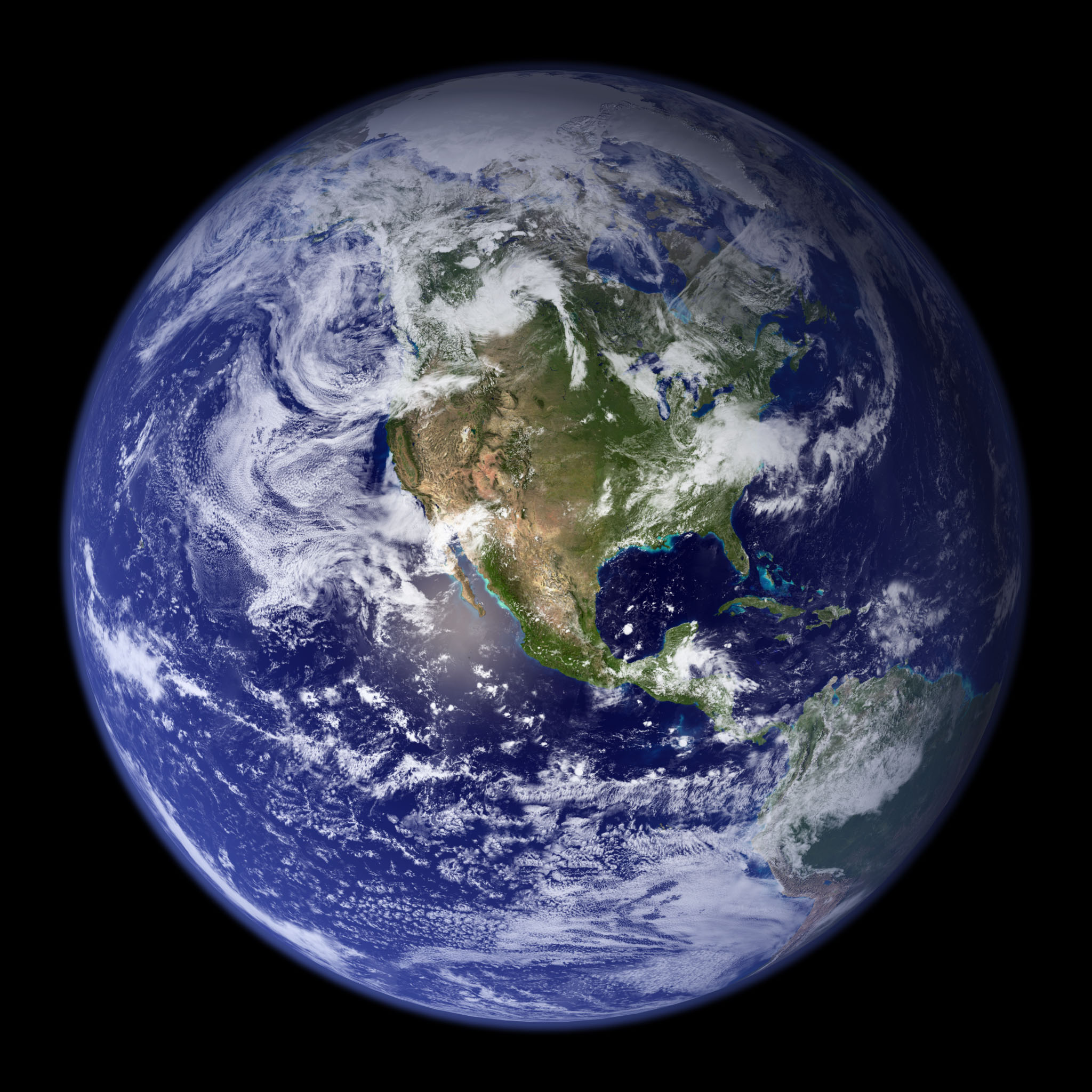
Tierra (3 sobrevuelos)
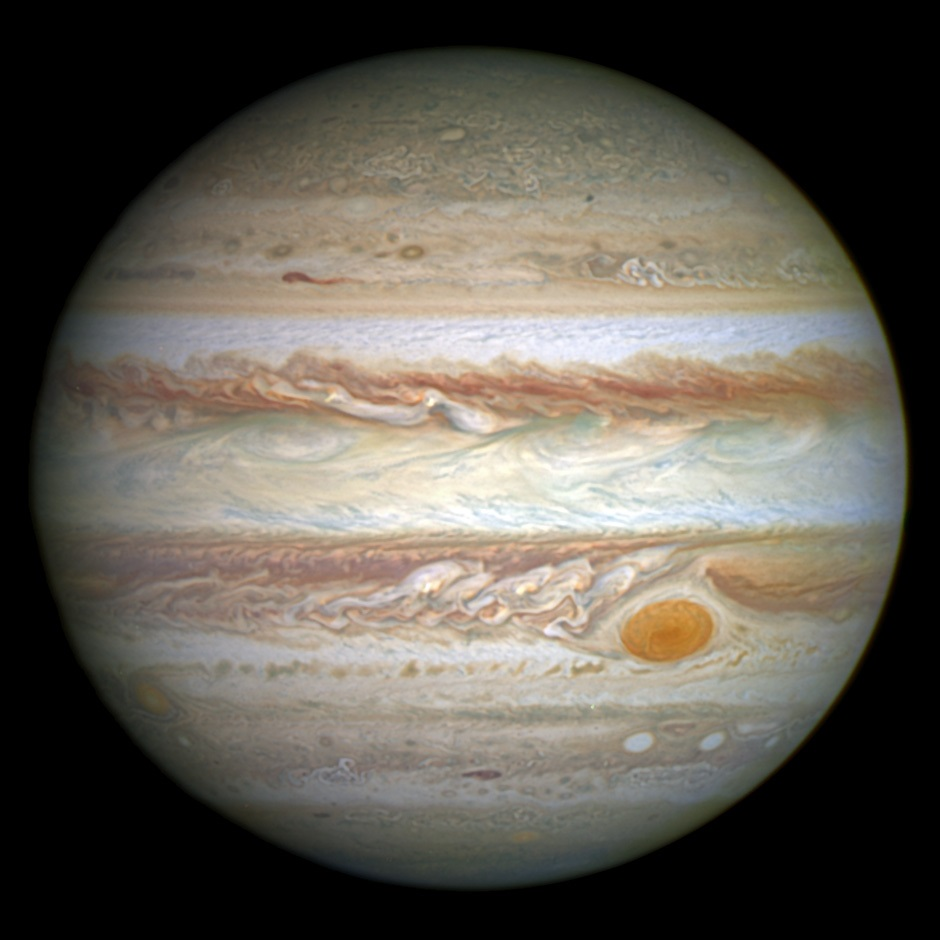
Júpiter (sobrevuelo)
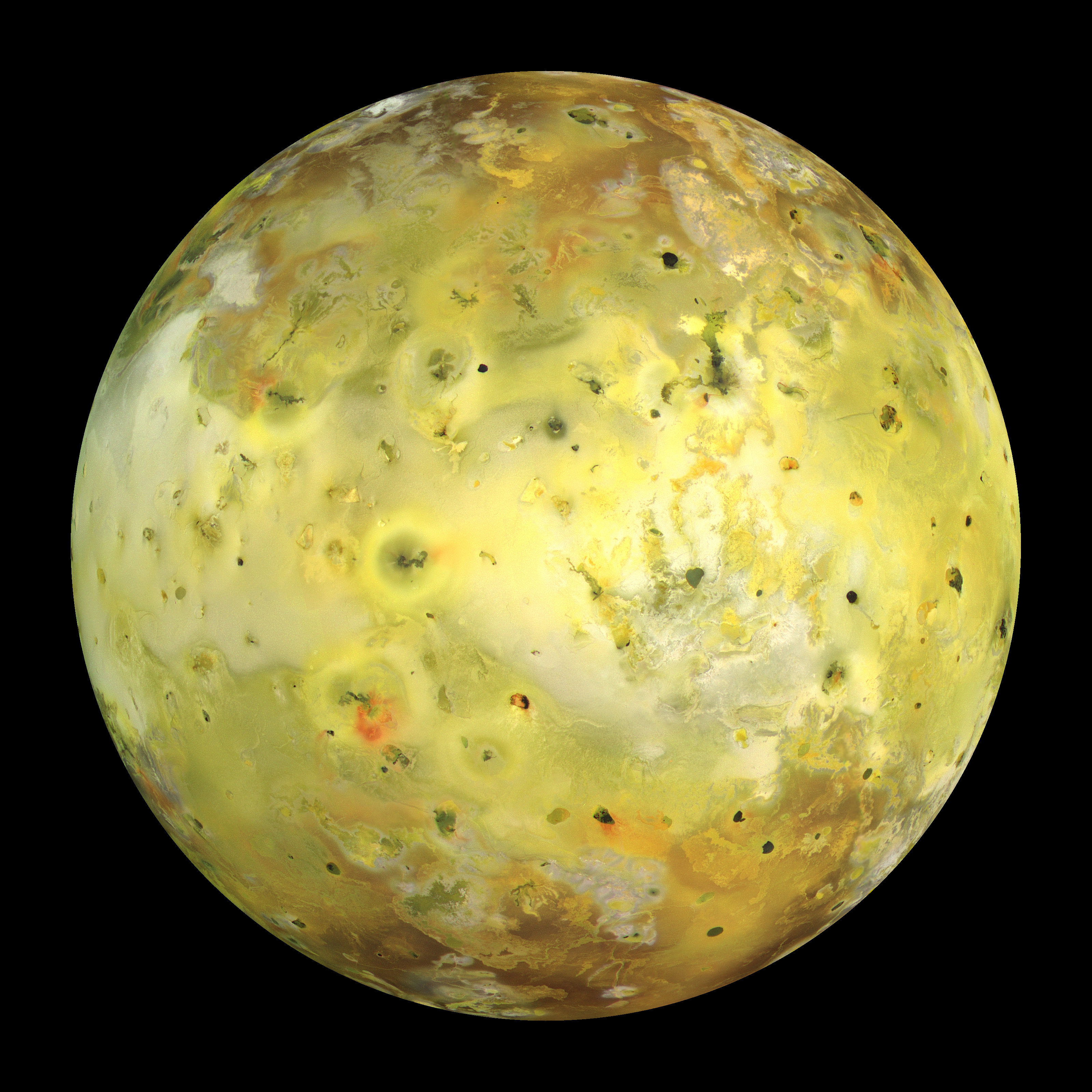
Ío (sobrevuelo)
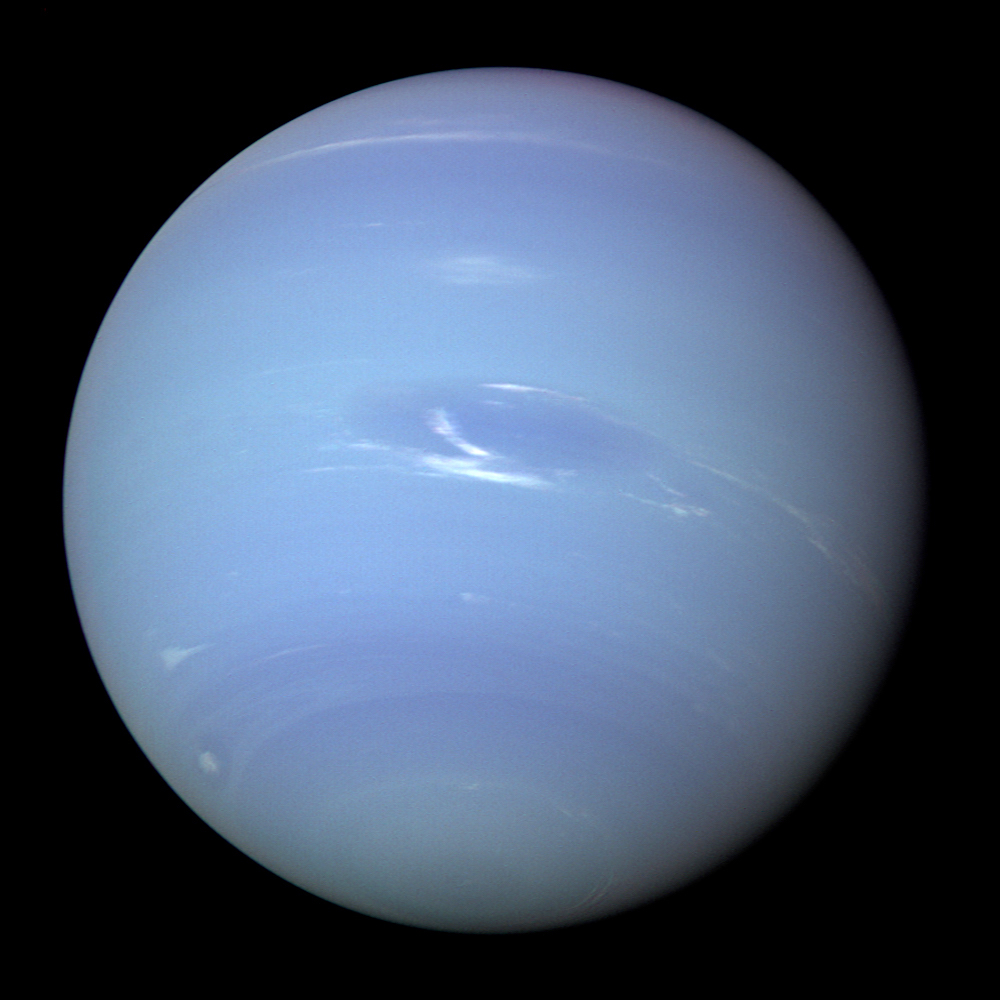
Neptuno (sobrevuelo dirigido)
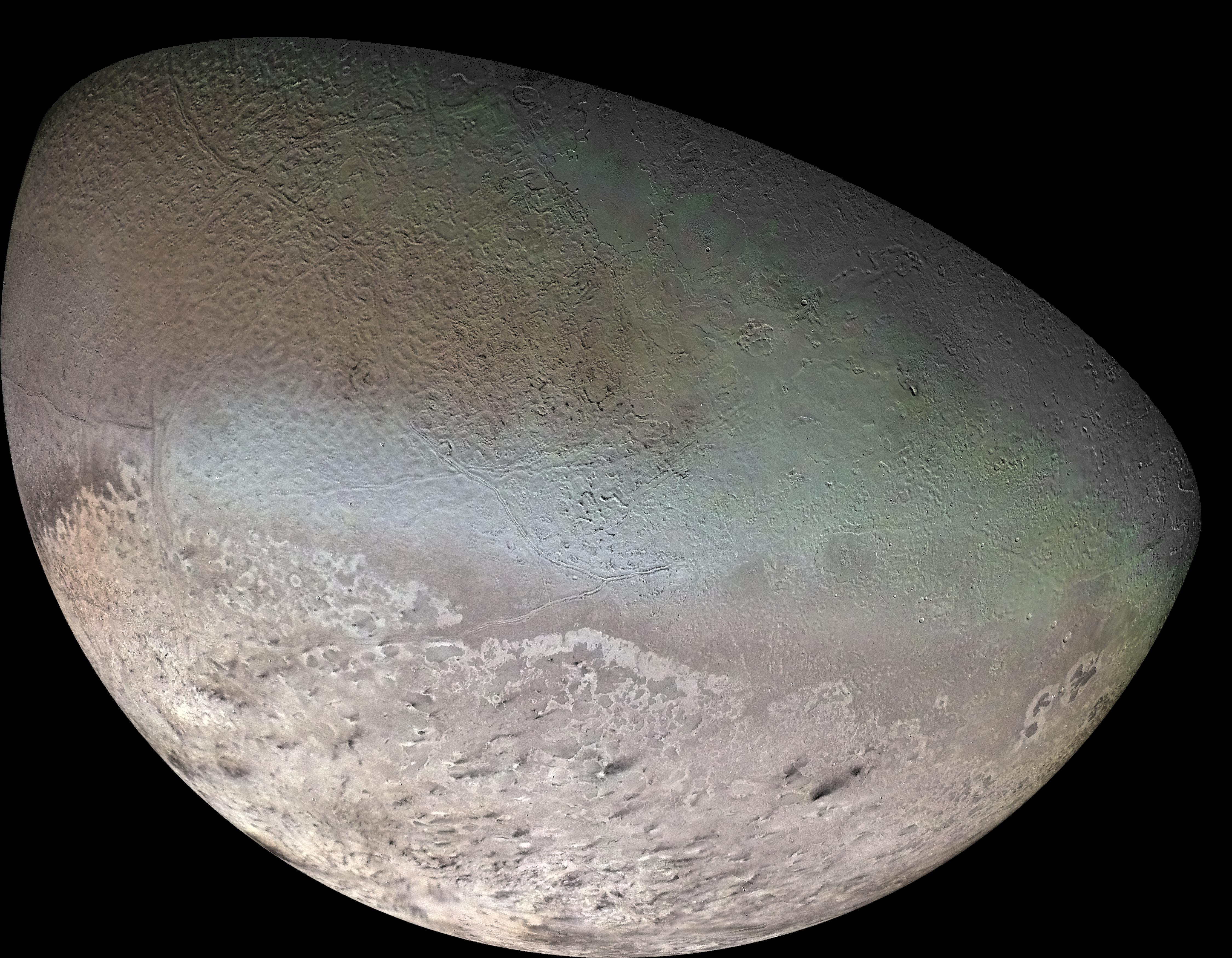
Tritón (sobrevuelo dirigido)